# Noční svítící oblak

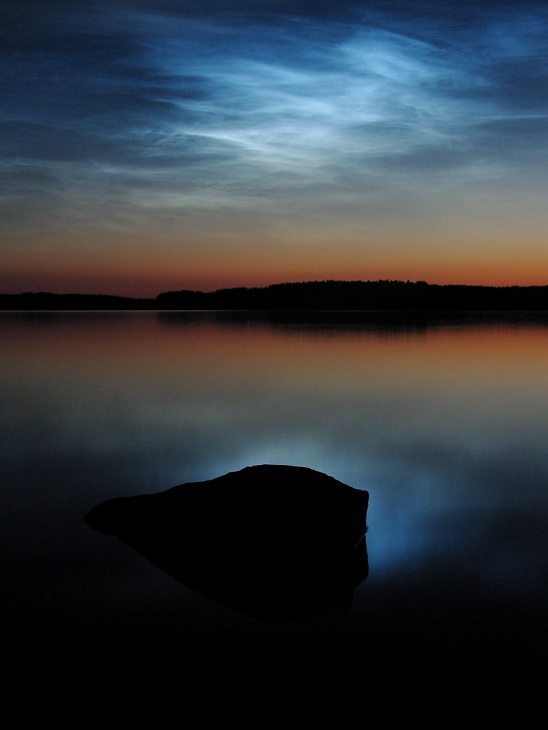
Noční svítící oblak nad finským jezerem Saimaa

Noční svítící oblak, známý také jako stříbřitý oblak, polární mezosférický oblak nebo noctilucent (zkratky NLC, NSO), je úkaz v horní části atmosféry viditelný při soumraku či rozbřesku. Je tvořen krystalky zmrzlé vody. Jméno oblaku pochází z latinského nox (gen. noctis) = „noc“ a lucere = „svítit“. Většinou jej lze pozorovat v letních měsících v zeměpisné šířce mezi 50 a 70° severně či jižně od rovníku.
Jde o nejvýše vyskytující se oblak v zemské atmosféře, který nesouvisí s výskytem běžné oblačnosti. Noční svítící oblaka se vyskytují v mezosféře ve výšce 80–85 kilometrů. Za normálních podmínek je příliš slabý a tedy nepozorovatelný. Je možno jej spatřit pouze, když jsou spodní vrstvy atmosféry v zemském stínu, zatímco je mezosféra ozářena zpoza horizontu slunečním kotoučem přibližně 6 až 16° pod horizontem. Právě proto lze sledovat tato oblaka jen v určitých zeměpisných šířkách a v určitou roční dobu.

## Vznik a výskyt

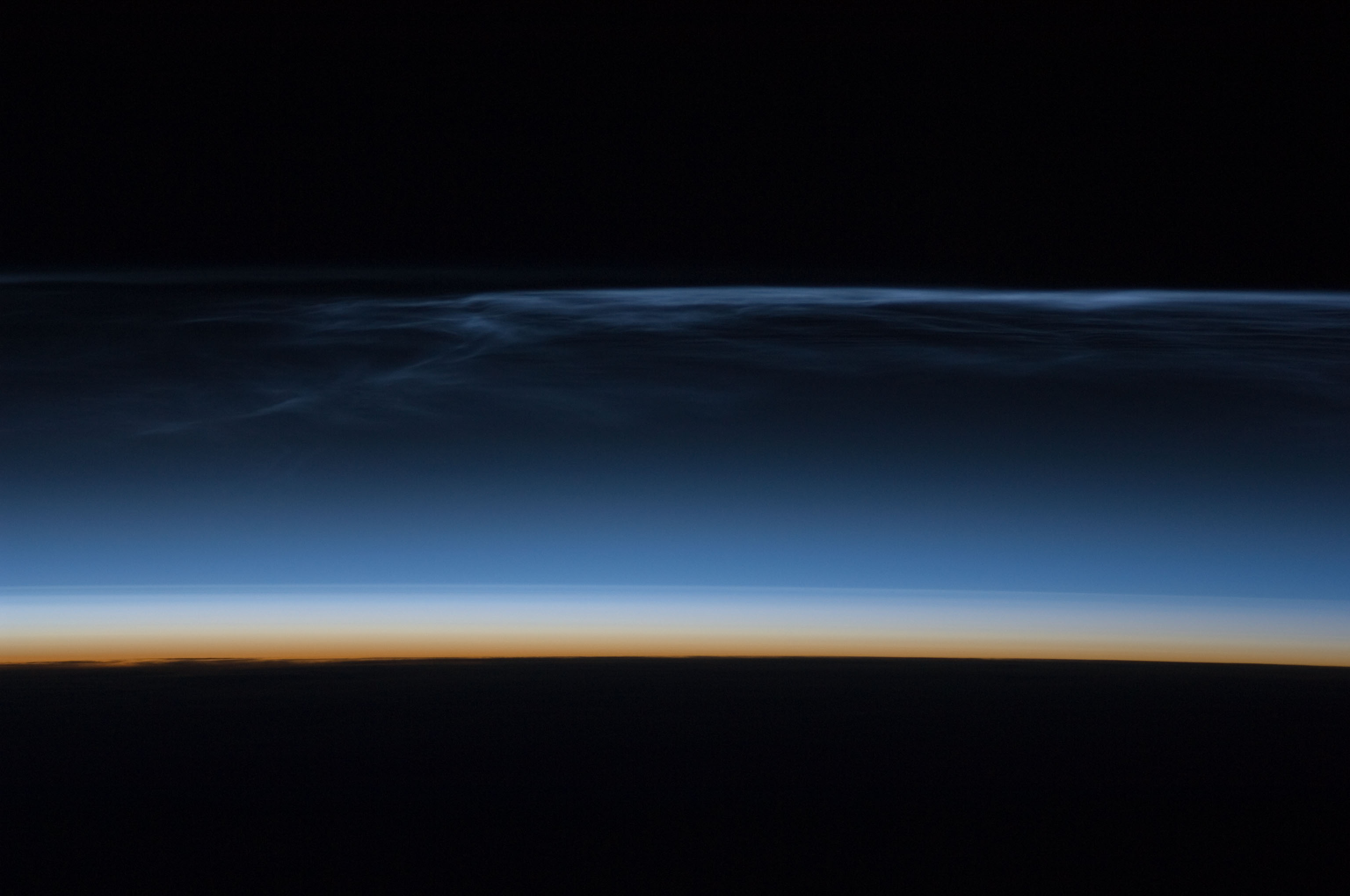
Noční svítící oblaka pozorované z Mezinárodní vesmírné stanice (ISS)

Noční svítící oblaka se skládají z malých ledových krystalků o průměru cca 0,2 μm, která vznikají desublimací vodní páry na jádrech ze sopečného a meteoritického prachu o průměru asi 0,05 μm. K této krystalizaci dochází za specifických podmínek v nejchladnější části atmosféry – mezopauze. Teploty zde běžně dosahují −80 až −90 °C, a jen v letních měsících klesají na potřebných −123 °C.
Noční svítící oblaka se vyskytují podstatně výše než perleťová oblaka (ta se nacházejí ve výšce do 30 km).

## Objev
Tento druh oblaku není stále dokonale prozkoumán. Jde o nedávný meteorologický objev. Nejstarší zmínky o jeho pozorování pocházejí z roku 1885, první pozorovaný výskyt zřejmě souvisel s výbuchem sopky Krakatoa v roce 1883. Úkaz se často opakoval po výbuších jiných sopek, popř. po dopadech meteoritů. (Např. v letech 1908 a 1947.) Logicky se výskyt oblak začal spojovat se sopečným a meteoritickým prachem. Později bylo zjištěno, že oblaka jsou tvořena ledovými krystaly. Vzhledem k významnému nárůstu pozorování během 20. a 21. století se uvažuje o souvislosti výskytu nočních svítících oblak s globální změnou klimatu. Uvažuje se i o souvislosti se sluneční aktivitou.

## Pozorování

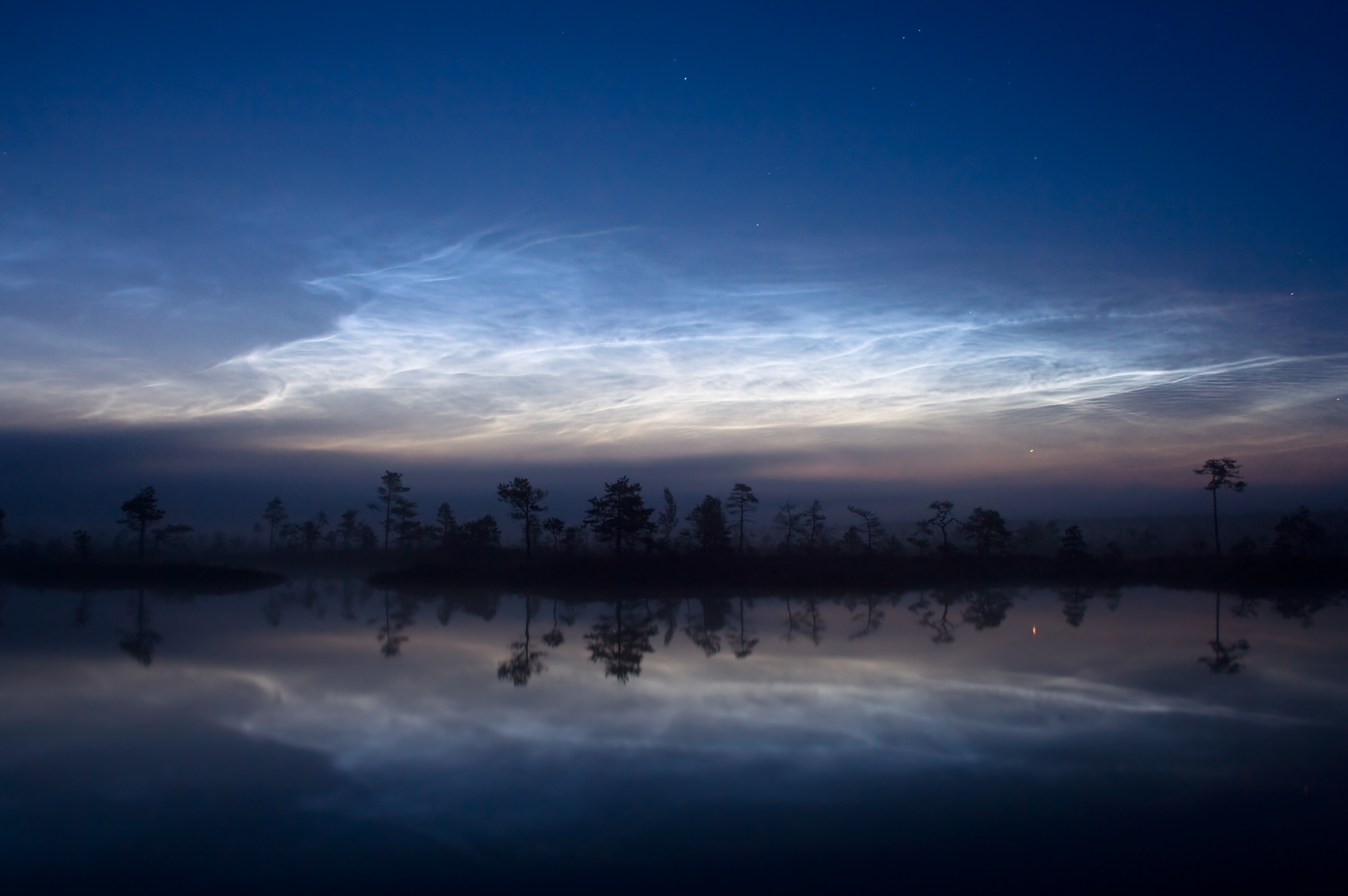
Noční svítící oblaka v Estonsku

Noční svítící oblaka jsou pro svůj zvláštní vzhled s oblibou pozorována a fotografována. Oblaka nejvíce připomínají řídkou cirrovitou oblačnost. Nacházejí se těsně nad obzorem, nejvýše 15–20°, mohou být však velmi široké. Od cirrů je odlišuje výrazný stříbřitý nádech (oblaka září) a velice jemná struktura. Oblaka mohou mít různé barvy – od hnědé, červené a zlatavé, pokud jsou těsně nad obzorem; přes modrobílou až po šedomodrá oblaka, která se nacházejí nejvýše. Někdy mohou mít až purpurovou barvu.
Oblaka se podle tvaru dělí na základní 4 skupiny:
- Typ I – závoje (bez struktury)
- Typ II – pruhy (táhnoucí se pásy)
- Typ III – vlny – nejčastější forma
- Typ IV – víry (háčky a oblouky)

### Pozorování v Česku
Mezi prvními (a to i celosvětově), kdo oblaka sledoval, byl český geofyzik Václav Láska – 10. června 1885. Nejstarší dochované fotografie pozorování úkazu na území Česka pocházejí z 2.–3. července 1956 z Plzně. Od té doby byla oblaka mnohokrát pozorována a vyfotografována. Vzhledem k poloze na jižním okraji pásu, kde se dá úkaz pozorovat, jsou oblaka v Česku sledována většinou jen 10× za rok – vždy od začátku června do konce července, kdy teplota mezosféry na severní polokouli klesá i pod −120 °C. Pro pozorování je důležitá lokalita s nerušeným výhledem na severozápadní či severovýchodní horizont a jasné nebe bez světelného znečištění. Úkaz bývá nejviditelnější cca 1–2 hodiny po západu nebo před východem Slunce, tedy přibližně od 22:30 letního času nebo od 02:30 ráno.